# Vajgl
Vajgl je priimek več znanih oseb:
- Ivo Vajgl (*1943), novinar, diplomat in politik
- Mojca Zlobko Vajgl (*1967), harfistka, prof. AG
- Uroš Vajgl (*1976), ekonomist, državni sekretar, pristojen za okolje